# Bohušov
Bohušov (jusqu'en 1950 : Fulštejn ; en allemand : Füllstein) est une commune du district de Bruntál, dans la région de Moravie-Silésie, en République tchèque. Sa population s'élevait à 378 habitants en 2021.

## Géographie
Bohušov est arrosée par la rivière Osoblaha et se trouve à 10 km au nord-ouest de Głubczyce (Pologne), à 34 km au nord-est de Bruntál, à 19 km au nord-ouest d'Ostrava et à 235 km à l’est de Prague.
La commune est limitée par Osoblaha au nord, par la Pologne et Rusín à l'est, par Slezské Rudoltice au sud, et par Liptaň et Dívčí Hrad à l'ouest.

## Histoire
La première mention écrite de la localité date de 1255.

## Administration
La commune se compose de quatre quartiers :
- Bohušov
- Dolní Povelice
- Karlov
- Ostrá Hora

## Transports
Par la route, Bohušov se trouve à 19 km de Prudnik (Pologne), à 32 km de Krnov, à 53 km de Bruntál, à 71 km d'Ostrava et à 302 km de Prague.